# المكتبة البرلمانية الأسترالية

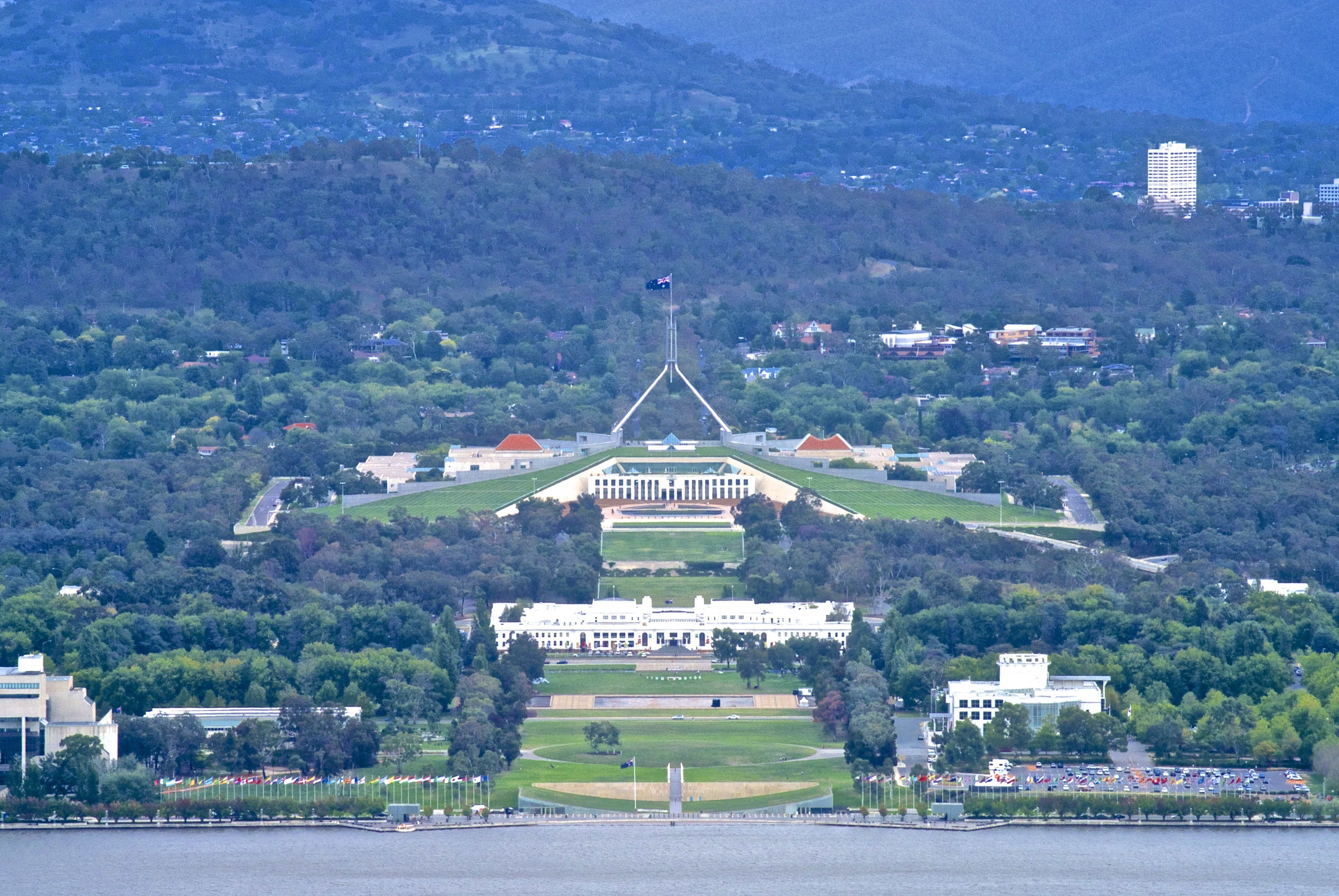

المكتبة البرلمانية الأسترالية وتعرف باسم مكتبة الكومنولث البرلمانية الأسترالية (بالإنجليزية: Parliamentary Library of Australia) المكتبة جزء من دائرة الخدمات البرلمانية، توفر خدماتها للمسؤولين المنتخبين من أعضاء مجلس الشيوخ وأعضاء مجلس النواب، بالإضافة لموظفيها واللجان البرلمانية، والحكام العامون لأستراليا وموظفي الدوائر البرلمانية.

## التاريخ
تأسست المكتبة في عام 1901، وهو العام الذي تأسست فيه كومنولث أستراليا، كانت السيطرة على مكتبة مثار اهتمام في الدولة الوليدة حيث يقع البرلمان في ملبورن، سعى رئيس الوزراء الفيكتوري ولجنة مكتبة ولاية فيكتوريا على التأثير على مراقبة وإدارة المكتبة. من عام 1923 استخدمت المكتبة اسمين وصفيين لجمع كتبها: مكتبة الكومنولث البرلمانية التي عينت مجموعة من البرلمانيين، ومكتبة الكومنولث الوطنية للدلالة على الجمع الوطني. تم نقل مجموعات من مقتنيات المكتبة من ملبورن إلى كانبيرا في عام 1927.
خدم السير هارولد وايت كأمين مكتبة البرلمانية من عام 1947 إلى عام 1967. في عام 1960 تم إنشاء المكتبة الوطنية في أستراليا بأمر من البرلمان. تم فصل مجموعات المكتبة عندما تم الانتهاء من المكتبة الوطنية في أستراليا.